# Luxemburgiska
Luxemburgiska (lëtzebuergesch) är Luxemburgs huvudsakliga talspråk. Det är nära besläktat med tyska och var ursprungligen en frankisk dialekt.
Luxemburgiskan hör egentligen till det moselfrankiska dialektområdet. Liknande dialekter talas i angränsande områden av Tyskland; historiskt sett är luxemburgiskan sålunda att betrakta som en tysk dialekt med ett stort antal franska lånord. På grund av att luxemburgiskan 1984 upphöjdes till officiellt språk i Luxemburg (jämte tyska och franska) och i någon mån har påverkats av franskan har den av vissa kommit att betraktas som ett självständigt språk. Andra betraktar den dock som enbart en tysk dialekt.
Luxemburgiskan är trots sin status i Luxemburg inte officiellt EU-språk. Detta torde hänga ihop med att franskan i själva Luxemburg är det enda officiella lagstiftningsspråket.

## Utbredning
Språklagen från 24 februari 1984 (skriven på franska)
1. Luxemburgs statsspråk är luxemburgiska.
2. Lagarnas texter publiceras på franska språket.
3. Myndigheternas språk är, enligt egna valet, luxemburgiska, tyska eller franska.
4. Om en myndighet kontaktas på luxemburgiska, franska eller tyska så skall myndigheten svara på ansökandes språk.

Luxemburgiska är vardagsspråket. Gatskyltar brukar vara skrivna på luxemburgiska (även i de delar av Belgien som befolkas av icke-luxemburgisktalande). Privata brev och inbjudningar skrivs övervägande på luxemburgiska, medan officiella besked och dylikt skrivs på franska. 
Tidningspressen är till stor del på tyska, men riktad till en publik som är bevandrad i alla tre språken. I vad som i princip är en tysk tidning citeras till exempel muntliga yttranden på luxemburgiska och namnen på officiella institutioner på franska. Polis omtalas sålunda inte som Polizei, utan som Police Judiciaire.
Undervisning i grundskolan sker på luxemburgiska. Franska börjar undervisas i andra klass. Från och med nionde klass kan man välja om man vill få undervisning uteslutande på franska eller luxemburgiska.
Under senare år har det blivit vanligare med luxemburgiskspråkig musik, television samt filmer, och språket vinner mark där tidigare franska eller tyska talats i Luxemburg. Landet har vid två tillfällen tävlat på luxemburgiska i Eurovision Song Contest.

## Några fraser
- Jo = ja
- Nee = nej
- Moiën = hallå / hej
- Äddi = adjö / hej då
- Vielmols Merci = tack så mycket
- Wann ech gelieft (w.e.g.) = varsågod
- Ëntschëllegt eller pardon = ursäkta / förlåt
- Wéi geet et ? = Hur mår du ?
- Ech well ...  = Jag vill ha ...
- Ech hun dech gären.  = Jag älskar dig.
- Ech kommen aus Lëtzebuerg  = Jag är från Luxemburg.

Ë på luxemburgiska uttalas som kort E. 